# 怪奇物語角色列表

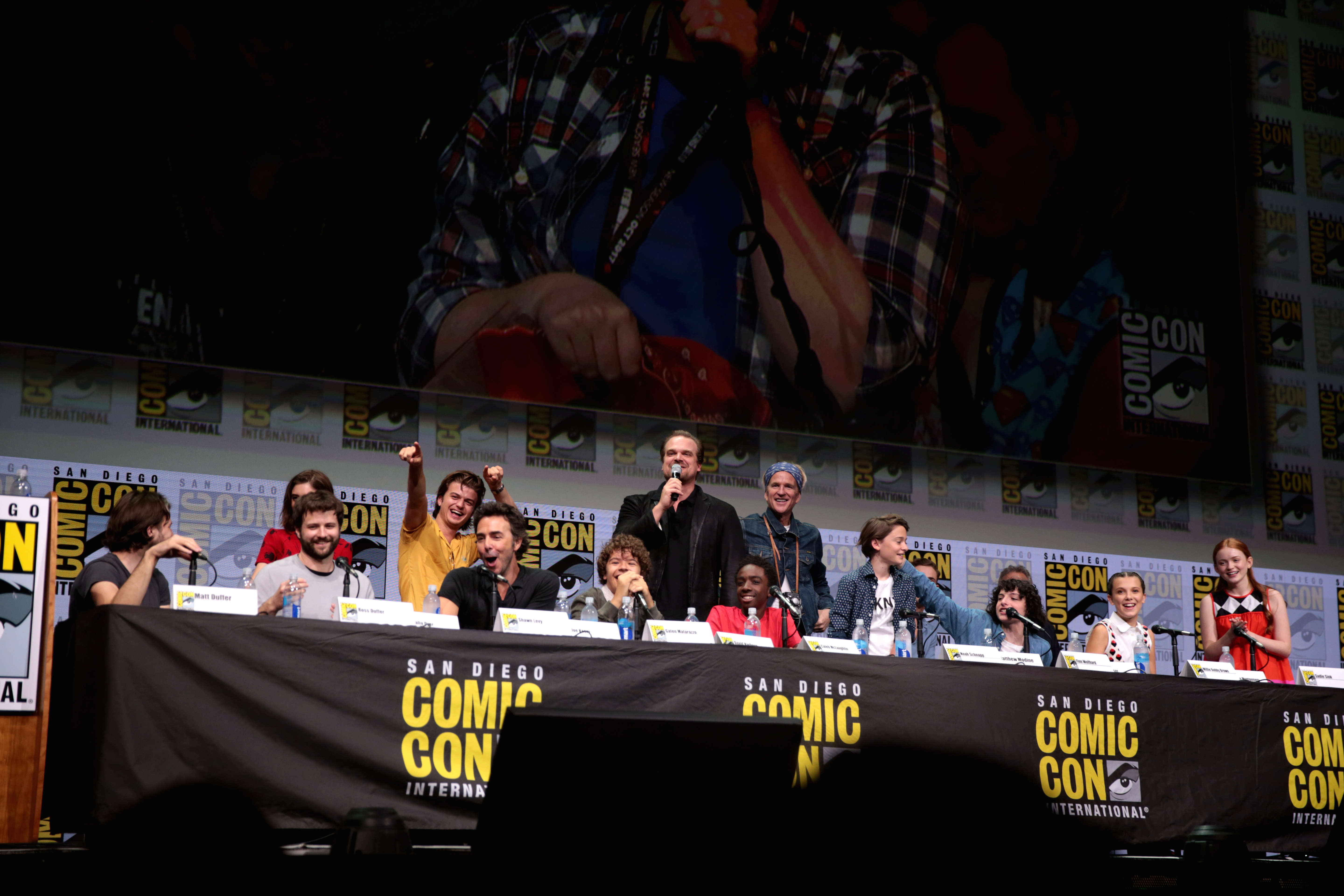
《怪奇物語》開發者杜夫兄弟與第二季主要演員出席2017年聖地亞哥國際漫畫展。

《怪奇物語》（英語：Stranger Things）是一部由杜夫兄弟創作的美国科幻恐怖影集，於2016年7月15日在網飛開播。本劇將時間點設在1980年代的印地安納州，向80年代影集與電影的流行文化致敬。主要講述一名小男孩神秘失蹤後，一位有超能力的女孩幫這名男孩的朋友們尋找其下落，而男孩的哥哥與局長也各自展開他們的調查。。
劇集包含許多群戲演員，有薇諾娜·瑞德、大衛·哈伯、芬恩·伍法德、米莉·芭比·布朗、伽塔·马塔拉佐、迦勒·麥羅林、娜塔莉亞·戴爾、查理·希頓、卡拉·布歐諾和馬修·莫汀。在第一季中作為常設的諾亞·施納普和喬·奇瑞在第二季中升為主演，同時加盟莎蒂·辛克、戴克·蒙哥馬利、辛·艾斯丁和保羅·萊瑟。

## 人物總覽

### 主要演員
| 演員             | 角色          | 登場季數        | 登場季數        | 登場季數        | 登場季數        |
| 演員             | 角色          | 1               | 2               | 3               | 4               |
| ---------------- | ------------- | --------------- | --------------- | --------------- | --------------- |
| 薇諾娜·瑞德      | 喬絲·拜爾斯   | 主演            | 主演            | 主演            | 主演            |
| 大衛·哈伯        | 吉姆·哈普     | 主演            | 主演            | 主演            | 主演            |
| 芬恩·伍法德      | 麥克·威勒     | 主演            | 主演            | 主演            | 主演            |
| 米莉·芭比·布朗   | 11號／珍·哈普 | 主演            | 主演            | 主演            | 主演            |
| 蓋頓·馬塔拉佐    | 達斯汀·亨德森 | 主演            | 主演            | 主演            | 主演            |
| 迦勒·麥羅林      | 路卡斯·辛克萊 | 主演            | 主演            | 主演            | 主演            |
| 娜塔莉亞·戴爾    | 南西·威勒     | 主演            | 主演            | 主演            | 主演            |
| 查理·希頓        | 強納森·拜爾斯 | 主演            | 主演            | 主演            | 主演            |
| 卡拉·布歐諾      | 凱倫·威勒     | 主演            | 主演            | 主演            | 群演            |
| 馬修·莫汀        | 馬丁·布倫納   | 主演            | 常設            | Does not appear | 主演            |
| 諾亞·施納普      | 威爾·拜爾斯   | 常設            | 主演            | 主演            | 主演            |
| 喬·奇瑞          | 史蒂夫·哈靈頓 | 常設            | 主演            | 主演            | 主演            |
| 莎蒂·辛克        | 麥克絲·梅費德 | Does not appear | 主演            | 主演            | 主演            |
| 戴克·蒙哥馬利    | 比利·哈格夫   | Does not appear | 主演            | 主演            | 客串            |
| 辛·艾斯丁        | 巴布·紐比     | Does not appear | 主演            | 客串            | Does not appear |
| 保羅·萊瑟        | 山姆·歐文斯   | Does not appear | 主演            | 客串            | 主演            |
| 瑪雅·霍克        | 蘿蘋·巴克利   | Does not appear | Does not appear | 主演            | 主演            |
| 普里婭·弗格森    | 艾瑞卡·辛克萊 | Does not appear | 常設            | 主演            | 主演            |
| 布雷特·吉爾曼    | 莫瑞·鮑曼     | Does not appear | 常設            | 常設            | 主演            |
| 傑米·坎貝爾·鮑爾 | 威可那        | Does not appear | Does not appear | Does not appear | 群演            |
| 艾德華度·法蘭科  | 阿蓋          | Does not appear | Does not appear | Does not appear | 群演            |
| 約瑟夫·奎因      | 艾迪·曼森     | Does not appear | Does not appear | Does not appear | 群演            |

### 常設角色
| 演員                 | 角色            | 登場季數        | 登場季數        | 登場季數        | 登場季數        |
| 演員                 | 角色            | 1               | 2               | 3               | 4               |
| -------------------- | --------------- | --------------- | --------------- | --------------- | --------------- |
| 喬·克雷斯特          | 泰德·威勒       | 常設            | 常設            | 常設            | 常設            |
| 羅伯·摩根            | 凱爾文·鮑威爾   | 常設            | 常設            | 常設            | 常設            |
| 羅斯·帕崔吉          | 洛尼·拜爾斯     | 常設            | Does not appear | Does not appear | Does not appear |
| 雪農·波瑟            | 芭芭拉·霍蘭德   | 常設            | 客串            | Does not appear | Does not appear |
| 艾米·穆琳斯          | 泰莉·艾芙斯     | 常設            | 常設            | Does not appear | Does not appear |
| 約翰·保羅·雷諾斯     | 菲爾·卡拉漢     | 常設            | 常設            | 常設            | Does not appear |
| 克里斯·蘇利文 (演員) | 班尼·哈蒙德     | 常設            | Does not appear | Does not appear | Does not appear |
| 凱瑟琳·戴爾          | 康妮·法瑟       | 常設            | Does not appear | Does not appear | Does not appear |
| 蘭迪·海文斯          | 史考特·克拉克   | 常設            | 常設            | 常設            | Does not appear |
| 凱德·瓊斯            | 詹姆斯·但丁     | 常設            | Does not appear | Does not appear | Does not appear |
| 切斯特·拉什林        | 湯米·H          | 常設            | 常設            | Does not appear | Does not appear |
| 蘇珊·舍盧卜·拉肯     | 芙蘿倫絲        | 常設            | 常設            | 常設            | Does not appear |
| 切爾茜·塔瑪吉        | 卡蘿·帕金斯     | 常設            | 常設            | Does not appear | Does not appear |
| 佩頓·維奇            | 特洛伊·沃爾什   | 常設            | Does not appear | Does not appear | Does not appear |
| 艾米·塞梅兹          | 貝琪·艾芙斯     | 客串            | 常設            | Does not appear | Does not appear |
| 凱薩琳·科廷          | 克勞蒂雅·亨德森 | Does not appear | 常設            | 常設            | 常設            |
| 琳妮婭·貝瑟森        | 卡莉 / 8號      | Does not appear | 常設            | Does not appear | Does not appear |
| 威爾·切斯            | 尼爾·哈格夫     | Does not appear | 常設            | 常設            | Does not appear |
| 凱瑞·艾文斯          | 拉瑞·克萊因鎮長 | Does not appear | Does not appear | 常設            | Does not appear |
| 邁克爾·帕克          | 湯姆·霍勒韋     | Does not appear | Does not appear | 常設            | Does not appear |
| 傑克·布希            | 布魯斯·洛       | Does not appear | Does not appear | 常設            | Does not appear |
| 弗蘭西絲卡·里阿勒    | 海瑟·霍勒韋     | Does not appear | Does not appear | 常設            | Does not appear |
| 佩吉·邁莉            | 多麗絲·德里斯科 | Does not appear | Does not appear | 常設            | Does not appear |
| 阿列克·烏特戈夫      | 阿列克謝        | Does not appear | Does not appear | 常設            | Does not appear |
| 安德烈·伊夫琴科      | 格里戈里        | Does not appear | Does not appear | 常設            | Does not appear |
| 嘉布麗葉兒·皮佐洛    | 蘇西·賓厄姆     | Does not appear | Does not appear | 客串            | 常設            |

## 主要演員
- 喬絲·拜爾斯（Joyce Byers，薇諾娜·瑞德飾[4]）

一名忙碌焦慮、勇敢堅強的單親媽媽，從小在霍金斯鎮上長大，與前夫洛尼離婚後開始仰賴大兒子強納森。在小兒子威爾失蹤後想盡辦法尋找他，無論聽到任何流言蜚語，她仍堅信威爾還活著。之後靠一些蛛絲馬跡最終得知威爾被困於顛倒世界裏，在威爾朋友及同伴的努力下走入顛倒世界成功救出威爾。經過一年時間調整生活，改善原來的焦慮問題，變得充滿活力、笑口常開，開始和老同學巴布·紐比交往。但因威爾經歷的一切，使巴布陪伴她們一家共同牽扯進霍金斯實驗室內幕乃至不幸喪生，直到受到哈普陪伴才撫平悲傷情緒。一年後因家中冰箱磁鐵失去磁力的異常現象，使她跟哈普查出本地的蘇聯陰謀，然而陪哈普破獲實驗室時卻也目睹哈普“英勇犧牲”。事後代替哈普收留11號，陪她、強納森和威爾一家人搬離小鎮遷居加州萊諾拉山。找到一份能居家工作的電話銷售工作，於九個月後收到困在俄國集中營的哈普密件，得知他倖存後聯合莫瑞而鋌而走險去救他，克服巨大困難後與哈普在集中營中團聚，並與他並肩作戰殲滅集中營的大量顛倒生物。
- 詹姆士·「吉姆」·哈普（James "Jim" Hopper，大衛·哈伯飾[4]）

霍金斯警署的警長，陪喬絲一起長大，儘管心儀她但一直不敢表示。打完越戰後回國娶妻生下女兒莎拉，卻也目睹她7歲時死於癌症。此後變得失魂落魄，離婚後開始沉迷藥物和酒精。獨自調查威爾失蹤案件時，偶然發現實驗室隱藏的內幕，隨著案情越走越深，乃至成功救出威爾使他慢慢走出失去女兒的陰影。私下代表全小鎮而跟政府談好條件，同時領養11號實施保護，逐漸和她發展為親如父女的關係。然而後來被11號跟麥克的戀情所困惑，為了爭回他們的父女感情而開始想辦法拆散兩人的關係，過程中陪喬絲破獲藏於小鎮購物中心地下的蘇聯實驗室，被迫以“自我犧牲”的方式終結危機。不為人知的是，僥倖生還的他被蘇聯俘虜帶至俄國，忍受長達半年多的刑求後送至堪察加半島集中營做苦力，期間逃脫失敗後喪失鬥志，直到在身邊的前獄警安東諾夫的扶持下，他最終撐下來並與趕來救他的喬絲團聚。當消滅佔據集中營的顛倒生物後，他陪伴喬絲成功逃回美國與11號團圓。
- 麥可·「麥克」·威勒（Michael "Mike" Wheeler，芬恩·伍法德飾[5]）

一名聰明認真、重情重義的男孩，與威爾、達斯汀和路卡斯從小就是形影不離的鐵四角，並跟威爾關係最為要好。尋找失蹤的威爾時偶然邂逅11號，將她收留以及合作尋找威爾的過程中彼此產生好感，在她殺死魔王且失蹤後一直堅信她還活著。接下來的一年內除了陪伴威爾以外則是盡全力尋找11號，造成他與朋友、父母及其他人出現不小的間隔，但仍關心著身邊的人。奪心魔事件中成功與11號團聚，此後一直留在她身邊守護，一直到星庭購物中心戰役後被迫跟即將搬去加州的11號分別。上高中後陪夥伴加入遊戲社團「地獄火俱樂部」，並於春假期間遠去加州探望11號與威爾，然而也牽扯進霍金斯鎮正在發生的威可那危機，過程中選擇正視自己對11號的愛而給予她力量戰勝威可那。
- 11號／珍·哈普（英语：Eleven (Stranger Things)）（米莉·芭比·布朗飾[5]）

一名擁有念力的神祕女孩，出生名珍·艾芙斯（Jane Ives），原先來自霍金斯實驗室的實驗兒童之一。1983年時從實驗室中逃出後，被麥克等人收留、成為好友，開始幫助他們找尋失蹤的威爾。起初因她的能力而打開通往「顛倒世界」的傳送門而始終對此愧疚，隨著跟麥克一行人相處以來，讓她感受到朋友情誼，為了救夥伴而一度靠能力殺死「魔王」，也導致她不慎掉進顛倒世界中。雖然很快找到出口回到現實，但不敢再次接觸麥克一行人，因此被哈普保護起來並同居長達一年。直到隔年跟奪心魔的鬥爭中與夥伴重聚，事件結束後被哈普領養作為養女，與麥克正式成為男女朋友。但在星庭購物中心戰役裡不但耗盡自身力量、甚至得知養父哈普“犧牲”，霎那間一無所有之下被喬絲一家收留後一同遷至加州。原本打算積極面對新生活，但在當地高中受到大部分同學冷眼相待，一次失控傷害霸凌者後被警察拘留。由於霍金斯鎮爆發由威可那引發的全新危機，使她參與歐文斯的實驗藉以恢復失去的能力，但也被迫與“爸爸”布倫納重聚。靠多次實驗得知所有真相後遭遇美軍攻佔實驗室，被布倫納捨身相救並釋放後獲得解脫，在對付威可那的戰役中起到巨大作用，同時拯救瀕死的麥克絲。
- 達斯汀·亨德森（Dustin Henderson，伽塔·马塔拉佐飾[5]）

麥克的好友，鐵四角之一，十足的漫畫迷，待人憨厚、心地善良、幽默自在。由於罹患顱骨鎖骨發育不良症而沒有門牙，導致他總是口齒不清，但他後來鑲上新牙齒才慢慢開始說話自如。對異性有十足興趣，整日想著如何談情說愛，從南西好友史蒂夫身上學會一些訣竅，但一直不被女生重視。直到1985年暑假時參加科學夏令營時認識女友蘇西，即使分隔兩地但仍然保持緊密聯繫，乃至與她共同瓦解發生在星庭購物中心的危機。
- 路卡斯·辛克萊（Lucas Sinclair，迦勒·麥羅林飾[5]）

麥克的好友，鐵四角之一，是一名有膽識、獨立又有號召力的男孩，善用一把彈弓，起初非常警惕11號，直到一次被她救過後才對她徹底改觀。之後喜歡上隔年搬到小鎮的新同學麥克絲，乃至邀請獨來獨往的她入伍成為一份子，並將一年前的真相告訴她。與她的戀情持續到高中一年級，自己加入高中籃球隊以及麥克絲因繼兄比利之死陷入陰沉而分手。努力加入籃球隊原是希望能投靠他們而功成名就，但在威可那危機時看清隊長傑森處事不擇手段的暴戾本質，意識到自己站錯隊而重回同伴身邊，與麥克絲重歸於好時盡全力守護她。
- 南西·威勒（Nancy Wheeler，娜塔莉亞·戴爾飾[5]）

麥克的姐姐，為人非常有愛心，正試著平衡感情與責任感間的價值觀。從小就受人討喜，起初與史蒂夫在一起的同時，使她一度失去對待他人的責任感，導致摯友芭芭拉神秘失蹤。內疚之下和強納森成為夥伴一起合作調查真相，同時慢慢與他越見曖昧，在一年後的奪心魔事件中與強納森正視彼此的關係而正式成為情侶。對真相鍥而不捨的優點使她打算成為一名優秀記者，雖然在霍金斯郵報實習時並沒有得到足夠的重視，但沒有打擊她積極向上的決心。此後繼續留在霍金斯高中報社，靠資源搜集到關於威可那以及克里爾一家慘案的詳細資料。
- 強納森·拜爾斯（Jonathan Byers，查理·希頓飾[5]）

喬絲的長子，是個文靜且懷有抱負的攝影師，父母離婚後幫助母親養家，與母親和弟弟威爾相當親近。身為本地高中的邊緣人，而因為他拍下的一張映出芭芭拉失蹤當時的照片，使南西過來跟他聯手私下調查真相。這次合作成為他們最終愛上彼此成為情侶的契機，一度在霍金斯郵報中找到跟攝影有關的職位。星庭購物中心事件後陪伴家人搬到加州，與南西分隔兩地、久未聯繫而出現看不見的間隔，直到威可那危機發生而帶領弟弟與朋友往返多地，乃至回到霍金斯鎮與南西團圓。
- 凱倫·威勒（Karen Wheeler，卡拉·布歐諾（英语：Cara Buono）飾[6]）

麥克與南西的母親，喬絲的朋友，對自己的孩子們比較過度保護，威爾失蹤期間不准他們擅自出門。但經歷政府干涉的事情後，才學會要給孩子們一點空間，是一家人的堅強後盾。
- 馬丁·布倫納（Dr. Martin Brenner，馬修·莫汀飾[7]）

一位隸屬美國能源部的科學家，專攻頭腦控制等不法醫學領域，負責霍金斯實驗室的研究。待人冷酷，控制欲強烈，將11號視為“女兒”與重要實驗樣本，間接將顛倒世界的怪物釋放出來並引向小鎮。之後仍然想盡辦法掩蓋事實、抹殺相關證人。但在學校一戰中，他不慎自食其果而與部下一起被魔王襲擊，被告知“倖存下來”的他在接下來的三年內音訊全無。直到1986年時重新現身，看似“改邪歸正”而伴隨歐文斯一同開發出為11號準備的「妮娜計劃」隔離池，計劃幫11號恢復失去的能力，並與她恢復原先的“父女”關係。隨著實驗成功卻沒有打算釋放11號離開，直到蘇利文中校帶隊攻入實驗室，過程中捨身保護11號逃生而中槍負傷，瀕死的他最後放11號自由後喪命。
- 威廉·「威爾」·拜爾斯（William "Will" Byers，諾亞·施納普飾[5][8]）

喬絲的小兒子，強納森的弟弟，善於繪畫，鐵四角之一。在森林被未知怪物擒獲並帶進顛倒世界中被困十天之久，從而引發接下來的種種怪事。命懸一線的他設法跟母親建立起聯繫，最終被母親喬絲和哈普救至現實，經過一年調整才恢復正常生活，由於時常卡在現實和顛倒世界之間，一度被巨大「奪心魔」灌入病毒作為牠的間諜，隨著身邊親朋好友通力合作，身體裡的病毒全部以熱逼出而恢復正常。一年後發現自己與其他正在談感情的同伴距離越來越遠，苦惱之餘感覺到曾附身於自己的奪心魔再現，協助同伴指出其存在。事件過後陪家人告別同伴搬離小鎮，在加州迎來全新的開始。
- 史帝夫·哈靈頓（Steve Harrington，喬·奇瑞飾[9]）

南西的前男友，本地高校的風雲人物，表面看似輕浮，實際上只是被身邊的狐朋狗友帶壞，對自己在乎的事物有著忠誠心與責任感。他和強納森發生一次衝突後才徹底洗心革面，跑去跟南西和強納森並肩作戰，得以知情有關顛倒世界的內幕。之後開始彌補自己犯過的錯誤，得知南西心儀強納森而決定做出讓步，即使仍對她抱有感情。在對抗奪心魔一戰中，他碰巧成為照顧麥克一行人的“保姆”，大多數時間為了保護他們而弄得渾身是傷。隔年暑假時在購物中心的冰淇淋店打工，至今交不到女友而時常遭到同事蘿蘋吐槽，與她合作查出藏於地下的蘇聯實驗室後本抱有好感，直到最後得知她喜歡女生而作罷，但事件過後仍與蘿蘋保持同事兼摯友關係。
- 麥克辛·「麥克絲」·梅費德（Maxine "Max" Mayfield，莎蒂·辛克飾[8]）

一位新搬來小鎮的女孩，充滿複雜背景，對周遭人事物抱持著戒心。外號「瘋狂麥克絲」（Madmax），有著一副假小子風範，愛玩滑板、聰明能幹、玩遊戲水平非常高超，因此馬上引起達斯汀等人注意，乃至一步一步成為他們的新夥伴。跟麥克一行人相處以來，使她勇敢站出來教訓老是虐待她的繼哥比利，同時和路卡斯越見曖昧，與他的戀情持續到隔年夏季。在購物中心戰役中親眼目睹比利洗心革面且英勇犧牲，失去繼兄使她承受巨大打擊，導致她在接下來的九個月裡變得魂不守舍、重回剛搬來時的獨來獨往，與路卡斯因此分手。心中的困擾使她成為威可那的第三目標，本即將落入牠的魔掌卻被回到身邊的同伴喚回現實。有過生死經驗的她開始協助同伴對付威可那，後來不惜靠自己做誘餌引出威可那。然而在沒有退路的情況下遭威可那重傷致死，即使有11號及時前來營救為她復甦心跳，但仍陷入重度昏迷狀態，連11號都無法找到她的腦中意識。
- 威廉·「比利」·哈格夫（William "Billy" Hargrove，戴克·蒙哥馬利飾[8]）

麥克絲的繼哥，酷愛飆車的體育健將，剛進高中就變成新的風雲人物。心愛的母親離家出走，深受生父暴力虐待，從而導致他的嚴重反社會人格、以及不可預測的暴力傾向，始終和麥克絲發生兄妹衝突，認為自己受苦都是由她導致。隔年夏季當起受歡迎的救生員，直到被再現的奪心魔感染而淪為「被奪者」的首領，聽命於奪心魔各處綁架受害者組成大軍，再度成為麥克一行人的敵人。直到在購物中心中庭被11號喚回心中的良知，使他醒悟而擺脫奪心魔的控制，隻身替孩子們抵擋致命一擊。臨死之際向麥克絲為自己的所為道歉，被譽為英雄後葬於小鎮墓園。
- 巴布·紐比（Bob Newby，辛·艾斯丁飾[10][11]）

喬絲和哈普的小學同學，精通視聽設備知識，還曾經將所學知識教授給克拉克老師。從緬因州搬回霍金斯鎮，在小鎮上經營一家睿俠專賣店，還成為喬絲的新男友。在哈普掉進地道失蹤後幫忙解答出威爾的地道構圖，乃至牽扯進實驗室的內幕，隨著大量魔犬入侵實驗室內部，唯一懂電腦的他幫其他人爭取時間逃走，最後不幸被多種魔犬襲擊而殺死。做出的犧牲讓喬絲一家心存感激，而威爾痊愈後將他畫成「超級英雄」以紀念他。
- 山姆·歐文斯（Dr. Sam Owens，保羅·萊瑟飾[10]）

美國能源部的科學家、醫生兼行政人員，霍金斯實驗室新上任的主管，接替布倫納負責調查並掩蓋之前發生的種種怪異跡象。但他為人不像布倫納一樣自私陰險，對小鎮市民的安危比較有同理心。負責進一步燒毀通往顛倒世界的傳送門，直到威爾受病毒感染才得知物質擴散到地下，派軍隊下去時不慎中了奪心魔的計，讓大量魔犬入侵實驗室。他一人留在實驗室中監控，讓哈普一行人逃跑，負傷的他最終獲救。此後退出實驗室工作並成為哈普一行人的盟友，持續對霍金斯鎮進行監督，然而卻對蘇聯入侵建立地下實驗室的事情一無所知，最後趕來發現為時過晚。事後被革職而回到內布拉斯加州陪妻子，然而在威可那引發的危機中被迫復出，將11號帶至自己秘密與布倫納執行的妮娜計劃來為她恢復能力。
- 蘿蘋·巴克利（Robin Buckley，瑪雅·霍克飾[12]）

一名格格不入的另類女孩，史蒂夫的高中同學，學過多國語言，加入學校交響樂隊，而且是一名未出櫃的女同性戀。暑假時與史蒂夫在星庭購物中心的冰淇淋店打工，經常喜歡數落他交不到女友，雖然還不是深交，但為史蒂夫留下深刻印象。陪同史蒂夫、達斯汀和埃莉卡破獲藏於地下的蘇聯實驗室，過程中陪史蒂夫出生入死，從此與他保持形影不離的摯友關係，並將自己真實的性取向告知他。
- 艾瑞卡·辛克萊（Erica Sinclair，普莉亞·弗格森（英语：Priah Ferguson）飾[13]）

路卡斯的妹妹，待人有著一副強悍、刻薄的態度，對路卡斯和其朋友們進行的事物一概沒有興趣，然而卻屢次成為一行人的巨大救星，在破獲蘇聯實驗室、地獄火俱樂部棋局、以及後來的威可那事件中有著卓越貢獻。
- 莫瑞·鮑曼（Murray Bauman，布瑞特·吉爾曼飾[14]）

一位從記者轉行的陰謀論者，做自由職業的他受芭芭拉父母之委託，到訪霍金斯鎮調查實驗室的內幕。由於沒人肯透漏實情而決定打道回府，直到被南西和強納森找上合作揭露真相，乃至成功讓實驗室被查封。一年後被哈普和喬絲為調查藏於小鎮的蘇聯實驗室而找上，會說一點俄語的他成為蘇聯科學家阿列克謝的翻譯，參與哈普和喬絲入侵實驗室的行動，並在哈普“犧牲”後將喬絲救出。此後一直與遷居加州的喬絲保持聯繫，乃至與她冒險前去堪察加半島營救受困的哈普。
- 亨利·克里爾／彼得·巴拉德／1號／威可那（Henry Creel / Peter Ballard / One / Vecna，傑米·坎貝爾·鮑爾飾）

一隻存於顛倒世界中的跨維度邪靈，以《龍與地下城》中的巫妖所命名，是1986年時在霍金斯鎮連續殺害多名高中生的始作俑者。牠專盯具有心理創傷的少男少女，以幻覺形式對其折磨後找時機奪去他們的意識後殺害，目標之中唯獨只有麥克絲逃過一劫。不為人知的是，他原先身為一名叫做亨利·克里爾的人類，身為富翁維克多·克里爾之子，且擁有與生俱來的精神力量。然而從小見識到各種人性醜惡，導致他秘密殺害母親和妹妹後嫁禍給父親，自己則被送往布倫納的監督下列為首位實驗兒童，能力遭到抑制以外還被迫複製給11號在內的多數實驗兒童。長大後化名彼得成為霍金斯實驗室的護工，靠扮好人來親近11號，一步一步誘使她幫自己移除抑制器。能力恢復的一瞬間血洗實驗室，殺光除11號以外的所有實驗兒童，並希望11號與之為伍活用能力殲滅人類。但11號不肯順從他，乃至在對決中被能力更出眾的11號擊敗，就此落入顛倒世界中變成威可那。
- 阿蓋（艾德華度·法蘭科飾）

強納森搬到加州後認識的新朋友，是一名重情重義、經常呼麻的披薩外送員，幽默自在的他順利跟強納森打成一片。後來偶然接上因家中被軍隊攻陷而逃跑出家強納森、威爾和麥克，從而牽扯進一連串的事件中。
- 艾迪·曼森（Eddie Munson，約瑟夫·奎因飾）[15]

霍金斯高中的《龍與地下城》遊戲社團「地獄火俱樂部」（The Hellfire Club）的社長，為人古怪、滑稽，與讀高中的麥克和達斯汀保持交情。熱衷遊戲棋局導致他留級多年，無法從高中畢業卻也無怨無悔，總是為周圍的同校學生造成困擾。試圖賣克莉希毒品時親眼目睹她被威可那的力量殺害，驚慌逃跑之下淪為命案的嫌疑人而遭到全小鎮通緝。躲藏期間被瞭解經過的達斯汀一行人找到後給予協助，僅能跟隨一行人踏上消滅威可那的行動來證明清白。這趟旅程讓他告別沉淪生活，開始擔起保護同伴的責任，乃至在威可那一戰中以一敵萬、吸引蝙蝠群體來為同伴爭取時間，此舉使他嚴重受傷，最終在達斯汀面前英勇犧牲。

## 常設演員

### 第一季
- 雪農·波瑟 飾演 芭芭拉·「芭兒」·霍蘭德（Barbara "Barb" Holland）：南西的摯友，聰明又坦率，認為史帝夫的出現恐對自己和南西的友情產生威脅[16]。跟著她去史蒂夫家共度一晚過程中，不慎被黑暗中的魔王擄至顛倒世界中殺害。她的失蹤縱使其父母與朋友四處奔走尋找她的下落，最後對外宣稱她因接觸霍金斯實驗室的有害物質而不幸罹難。

- 喬·克雷斯特（英语：Joe Chrest） 飾演 泰德·威勒（Ted Wheeler）：麥克和南西的父親，一位長相平庸的上班族，看似對照顧孩子的事情漫不經心、但仍在乎自己的家庭。

- 汀絲莉和安妮斯頓·普萊斯 飾演 荷莉·威勒（Holly Wheeler）：泰德和凱倫的最小女兒，麥克和南西的妹妹，威爾失蹤時僅三歲大，年齡雖小卻比父母更清楚小鎮發生的危機。

- 羅伯·摩根（英语：Rob Morgan (actor)） 飾演 凱文·鮑威爾（Calvin Powell）：霍金斯警署警官，哈普的下屬之一，長期跟隨他辦案。在哈普對外宣告喪生後接替局長一職，但在居民面前毫無威嚴感。

- 約翰·保羅·雷諾斯（英语：John Paul Reynolds） 飾演 菲爾·卡拉漢（Phil Callahan）：霍金斯警署警官，哈普的下屬，鮑威爾的搭檔。

- 蘇珊·沙魯·拉肯 飾演 芙蘿倫絲（Florence）：霍金斯警署的秘書和接待員，人稱「芙蓉」（Flo）。

- 羅斯·帕瑞奇（英语：Ross Partridge） 飾演 洛尼·拜爾斯（Lonnie Byers）：喬絲的前夫，強納森和威爾的生父，是一名酗酒、自私的糟糕父親，在外已移情別戀。回來一趟小鎮表面上關心兒子威爾失蹤，實際上只想趕快分保險金，他的企圖被喬絲發現後從此被趕出家門。

- 凱薩琳·戴爾 飾演 康妮·法瑟（Connie Frazier）：美國能源部的女特工，布倫納麾下的主要執行者，心狠手辣、殺人不眨眼，負責捕捉11號以外奉命抹除相關證人，最後在學校一戰中被11號用念力擠碎頭骨而方式慘死。

- 藍迪·海文斯 飾演 史考特·克拉克（Scott Clarke）：麥克等好友的班主任，熱愛科學與新鮮事物，經常鼓勵麥克一夥去學習任何有關科學的事物。

- 佩頓·維奇 飾演 安東尼·「特洛伊」·沃什（Anthony "Troy" Walsh）：麥克一行人就讀的中學惡霸，被不明事理的父母嬌生慣養，因此在學校為所欲為、惹是生非，盡其所能地欺負麥克一行人[17]。後來因11號暗中協助麥克，從而導致自己在眾人面前出洋相後，不惜持刀脅迫麥克跳入採石場水中，但企圖再度被11號阻止且打傷後嚇跑。在與電視劇有直接聯繫的漫畫《惡霸》一章中，顯示特洛伊一家自事件後被迫搬離小鎮，源於特洛伊之父同樣在工作中惹怒上級，更導致特洛伊以父親為戒而懊悔自己的行徑且改過向善。

- 凱德·瓊斯 飾演 詹姆斯·丹特（James Dante）：特洛伊的跟班，經常陪他一起在學校欺負他人，然而也只是遭特洛伊指使的工具人。

- 切斯特·拉什林 飾演 湯米·哈根（Tommy Hagan）：史蒂夫的前死黨，是一名行為浪蕩、沒有教養的高中生，也是因為他的帶壞而導致史蒂夫原先的樣子。隨著史蒂夫洗心革面，他與之切斷友誼後轉去跟隨比利。

- 雀西·塔瑪吉 飾演 卡蘿·柏金斯（Carol Perkins）：湯米的女友，成天到晚就喜歡和湯米廝混，不惜一切想成為校園風雲人物。

- 艾米·穆琳斯（英语：Aimee Mullins） 飾演 泰莉·艾芙斯（Terry Ives）：11號的親生母親，曾經是中情局非法計畫的一員，在實驗影響下造成她的女兒得到特殊能力。生下女兒11號後被布倫納奪走，試圖闖進實驗室救出女兒卻被布倫納擒獲，實施大腦電擊療法而精神錯亂、軟禁在家，僅能在心裡給予後來回家探望的11號指導。

- 艾米·塞梅兹（英语：Amy Seimetz） 飾演 貝琪·艾芙斯（Becky Ives）：泰莉的姐姐，是11號的阿姨，自從泰莉精神錯亂後負責在家照顧她，並不知情泰莉所經歷的痛苦。

### 第二季
- 琳妮雅·貝瑟森（英语：Linnea Berthelsen） 飾演 卡莉·普拉薩德／8號（Kali Prasad / Eight）：一名與11號同是實驗兒童的年輕黑人女孩，年幼時在英國失蹤，與11號情同姐妹，她獲得的能力是製造幻覺來迷惑他人[18]。於1979年的實驗室血案前就被送至別處，伺機逃脫後獨自在外生存、建立團體，來對曾經傷害過她的人復仇、同時洗劫對方的財物。一度被11號找到而姐妹團聚，但因作法對11號而言過於殘忍，最後導致11號選擇離開她並回歸同伴身邊。

- 凱薩琳·科廷（英语：Catherine Curtin） 飾演 克勞蒂雅·亨德森（Claudia Henderson）：達斯汀的母親，單親媽媽，愛貓人士，對達斯汀非常疼愛，但不會過分限制他跟朋友出去玩一整天。原先養的貓被達斯汀撫養的魔犬達達吃掉，放棄尋找牠後又養一隻貓。

- 凱倫·西瑟 飾演 蘇·辛克萊（Sue Sinclair）：路卡斯和艾瑞卡兄妹的母親。

- 阿尼爾·鮑威爾 飾演 查爾斯·辛克萊（Charles Sinclair）：路卡斯和艾瑞卡兄妹的父親。

- 珍妮佛·馬歇爾 飾演 蘇珊·哈格夫（Susan Hargrove）：麥克絲的生母，比利的繼母，當初與威爾重組家庭，即使嫁給一名暴力丈夫，對待比利也較為溫柔。丈夫隨著比利之死而離家，她帶麥克絲遷居至小鎮住車公園。

### 第三季
- 亞歷·尤葛夫（英语：Alec Utgoff） 飾演 阿列克謝（Alexei）：一名年輕和善的蘇聯科學家，奉上級命令研究出通往顛倒世界的技術，同時指派至霍金斯鎮秘密進行研究。不會說英文，待人沒有任何敵意，反而十分討喜，在哈普和喬絲無意間發現實驗室後被他們帶走，無處可去之下決定投靠他們。為喬絲和哈普供述他們實驗的一切後，跟著他們來到慶祝獨立日的樂園現場，落單之下不慎被格里戈里找到而用消音手槍射殺。

- 安德烈·伊凡欽科 飾演 格里戈里（Grigori）：一名冷血無情的蘇聯刺客兼執行者，兇神惡煞、高大魁梧，會騎一輛摩托車。他受上級長官命令潛入美國，監督霍金斯鎮的秘密實驗情況，工作同時包括賄賂鎮長、看守實驗室且湮滅知情證人，屢次和調查案子的哈普發生衝突。在地下實驗室一戰中，他最終被哈普扔進電磁機器齒輪中被當場絞碎身亡。形象取自由阿諾·施瓦辛格飾演的魔鬼終結者。

- 法蘭契絲卡·瑞勒（英语：Francesca Reale） 飾演 海瑟·霍洛威（Heather Holloway）：霍金斯社區游泳池中小有名氣的救生員[19]，南西和史蒂夫的同學，暑假時與比利一起工作。在他“發瘋”階段時被他綁架獻給奪心魔而受感染，跟比利一同成為奪心魔的“僕人”。她隨即幫助比利一起綁架鎮民、包含自己的父母，使奪心魔靠吸收人體來增長體形，最後同樣淪為奪心魔的一部分肉身。當危機結束後，她與其他死難者共同對外宣佈死於購物中心火災中。

- 凱瑞·艾文斯 飾演 賴瑞·克萊恩（Mayor Larry Kline）：霍金斯鎮的鎮長，一位備受爭議、貪生怕死的政客[20]。比起小鎮居民，他更在乎自己的名聲，其中開辦星城購物中心、搶走小鎮店面客源而引發鎮民眾怒。後來證實他與蘇聯人勾結，協助他們開辦購物中心來隱藏位於地下的秘密實驗。在小鎮危機平息後，罪證暴露的他被收押逮捕。

- 麥可·帕克（英语：Michael Park (actor)） 飾演 湯姆·霍洛威（Tom Holloway）：海瑟的父親，霍金斯郵報的報社主編，一向看不起南西，只將她當作助理使喚。隨著女兒海瑟被奪心魔佔據，他和妻子珍妮特被海瑟和比利聯手綁架，一起被奪心魔佔據身心，將身邊的一些記者同事也納入其中。受奪心魔驅使到醫院釋放朵麗絲，剛好碰上南西和強納森而跟他正面交鋒，最後被強納森用剪刀刺死，死後化為奪心魔一部分肉身。

- 傑克·布西 飾演 布魯斯·洛（Bruce Lowe）：霍金斯郵報記者[20]，喜歡在同事之間喜歡開一些惡趣味的玩笑，尤其瞧不起南西的發現。後來被主編湯姆誘惑，使他一同被奪心魔感染佔據身心。在醫院追殺南西和強納森，最後被南西用氧氣筒重擊頭部致死，死後化為奪心魔一部分肉身。

- 佩姬·麥莉（英语：Peggy Miley） 飾演 朵麗絲·卓斯科（Doris Driscoll）：霍金斯鎮上的一位年老住戶，起初在地下室抓到一隻受奪心魔佔據而發瘋的老鼠，將事情通報給報社後引起南西和強納森的關注。但她後來不幸被化成肉團狀態的老鼠襲擊，使她一同被奪心魔感染，最後跟著其他感染市民合為奪心魔的一體。

- 嘉布麗葉兒·皮佐洛（英语：Gabriella Pizzolo） 飾演 蘇西·賓厄姆（Suzie Bingham）：居住在猶他州鹽湖城的少女，熱愛科學、精通電腦，與達斯汀在1985的科學夏令營中認識並相戀，與自己的一大家子都是摩爾門教徒。

### 第四季
- 梅森·戴（英语：Mason Dye） 飾演 傑森·卡佛（Jason Carver）：霍金斯高中籃球隊「猛虎隊」的隊長，是一名多金帥氣、具有號召力的明星運動員，正在跟啦啦隊員克莉希·卡寧漢交往。然而自命不凡的外表下隐藏著一副道貌岸然的陰暗本性，並不知情克莉希的心裡創傷，獲知她被殺害後受悲憤驅使而慢慢原形畢露，開始不顧一切地尋找身為嫌疑犯的艾迪，還將他的地獄火俱樂部社團標為撒旦崇拜邪教。為人與行為方式變得越來越暴戾，得知隊上的路卡斯跟艾迪一行人勾結後，縱使他來到對付威可那的克里爾宅閣樓攪亂。在與路卡斯大打出手時被打倒，隨著兩座世界的通道開啟，導致他的身體被一路延伸的裂縫斷成兩截之下慘死。

- 薛曼·奧古斯圖（英语：Sherman Augustus） 飾演 傑克·蘇利文（Lt. Col. Jack Sullivan）：美國陸軍中校，受政府指派前來霍金斯鎮調查近四年連續事件的真相，認為11號是一切災難的源頭後，帶領軍隊不惜一切地追捕她。

- 湯姆·拉斯齊哈 飾演 狄米崔·「安索」·安東諾夫（Dmitri "Enzo" Antonov）：堪察加半島集中營的俄國獄警，長期背著上級與走私客尤里交易一系列珍貴資源，並打算靠囚禁在集中營的哈普謀取利益。以哈普名義私下聯繫喬絲後暗中釋放哈普，然而卻因尤里臨時起意的背叛而暴露勾當，與被捕回的哈普共同淪為死囚犯。自從聽聞哈普所經歷的種種悲劇，正式與哈普達成共識而彼此提攜，乃至從魔王口中死裡逃生。

- 尼可拉·德芮柯維（英语：Nikola Đuričko） 飾演 尤里·伊斯梅洛夫（Yuri Ismaylov）：一名來往美俄兩地的俄國走私客兼飛行員，曾是戰爭英雄，身為安東諾夫的線人，在阿拉斯加有一間飛機倉庫。原本與安東諾夫串通而協助將哈普救回美國，卻臨時起意將一行人出賣給俄國以謀取更多利益。將上鉤的喬絲和莫瑞送往俄國時遭到兩人擒拿，乃至淪為兩人潛伏進集中營的“人質”。無從選擇的他服從一行人命令，搶修一架直升機且最終帶眾人出逃。

- 邁爾斯·楚特（英语：Myles Truitt） 飾演 派翠克·麥金利（Patrick McKinney）：猛虎隊的一份子，與傑森和路卡斯有著極深的交情，然而疑似在學校中遭到霸凌，時刻掩飾著臉上的淤青。所留下的心理創傷而淪為威可那的第四目標，在傑森與艾迪面前懸浮在情人湖中央而被殺害。

- 崔斯丹·史彭 飾演 2號（Two）：霍金斯實驗室中的實驗兒童002，曾在所有實驗兒童之中富有最出眾的念力，以至於讓他自恃高人一等，直到在一次試煉中被短暫爆發能力的年幼11號擊敗。在布倫納的有意引導下，他不服氣而結夥對11號進行過霸凌，導致他受到布倫納的懲罰，還未傷愈就死於1979年的實驗室血案。

- 克里斯汀·加尼爾 飾演 10號（Ten）：霍金斯實驗室中的實驗兒童010，曾具有強大的超感官知覺，能憑感覺而窺探到其他地方進行的事情。同樣死於1979年的實驗室血案，而死時正好在布倫納身旁。

- 尼克萊·尼古拉夫（英语：Nikolai Nikolaeff） 飾演 伊萬（Ivan）：堪察加半島集中營的獄警，負責看守哈普一行人關押的死囚區，最後被逃出來的魔王殺死。

- 帕夏·利奇尼科夫 飾演 歐列格（Oleg）：堪察加半島集中營的死囚犯之一，與哈普和安東諾夫共居一間牢房，曾一度從魔王餵食中死裡逃生，然而還是沒能活過第二次。

- 维多塔斯·马丁内蒂斯 飾演 梅爾尼考夫（Melnikov）：堪察加半島集中營的典獄長，最喜歡看死囚犯與獄中飼養的魔王互相廝殺。然而本人其實懼怕魔王，深知牠一旦逃出監禁會造成何等破壞，最後死於逃出實驗牢籠的大量顛倒生物之手。

## 客串演員

### 第一季
- 克里斯·蘇利文 飾演 班尼·哈蒙德（Benny Hammond）：霍斯金鎮上的漢堡廚師，最先收留剛逃出實驗室的11號，通報給社會局卻被布倫納竊聽到電話，導致她很快被槍殺滅口後佈置成自殺。
- 東尼·沃恩 飾演 羅素·科爾曼（Russell Coleman）：麥克一行人就讀的霍金斯中學校長。
- 查爾斯·勞勒 飾演 唐諾·梅瓦德（Donald Melvald）：喬絲所工作的雜貨店老闆。
- 休·霍魯布 飾演 霍金斯實驗室首席科學家。
- 安德魯·班納特 飾演 霍金斯實驗室科學家。
- 皮特·布利斯 飾演 霍金斯實驗室保全主管。
- 羅伯特·沃克-布蘭查德 飾演 霍金斯實驗室特務，以小鎮修理工為偽裝身份。
- 葛艾倫·安德森 飾演 妮可（Nicole）：霍金斯高中學生，南西、史蒂夫和強納森的同學。
- 辛蒂亞·巴雷特 飾演 瑪莎·霍蘭（Marsha Holland）：芭芭拉的母親，女兒神秘失蹤後心急如焚，一年沒有消息後僱用莫瑞尋找她。
- 潔莉·托布斯 飾演 黛安·哈普（Diane Hopper）：哈普的前妻，自從女兒不幸離世後與哈普離婚，從此搬離小鎮且不再聯繫。
- 愛倫·葛蘭 飾演 莎拉·哈普（Sara Hopper）：哈普的已故女兒，原本活潑可愛，卻在七歲時罹患癌症而不幸離世，對哈普造成巨大精神打擊。

導演兼執行製作人薛恩·李維客串一名停屍間工作人員。

### 第二季
- 凱·葛林（英语：Kai Greene） 飾演 貪玩熊（Funshine）：卡莉團隊的一份子，身材魁梧、面惡心善，在團隊中最年長。名字取自美國80年代彩色愛護泰迪熊（英语：Care Bears）系列品牌的同名角色「貪玩熊」（Funshine Bear）。
- 詹姆斯·蘭德里·休伯特 飾演 阿克塞（Axel）：卡莉團隊的一份子，在隊伍中最具侵略性，隨身帶一把蝴蝶刀，有蜘蛛恐懼症。
- 安娜·雅各比-赫隆 飾演 多蒂（Dottie）：卡莉團隊新收留的女成員，總是喜歡諷刺別人。
- 嘉布莉拉·梅登 飾演 米克（Mick）：卡莉團隊的逃跑司機，擁有出色的駕駛技術。
- 馬修·卡德瑞普（英语：Matty Cardarople） 飾演 基思（Keith）：麥克一行人常去的街機廳店員，後來轉行至史蒂夫和蘿蘋任職的家庭錄影帶專賣店。
- 梅德琳·克萊恩 飾演 蒂娜（Tina）：霍金斯高中學生，南西、史蒂夫和強納森的同學，家裡比較有錢，萬聖節時邀請全班在家開派對。
- 阿比蓋·科溫 飾演 薇琪（Vicki）：霍金斯高中學生，跟蒂娜和卡蘿是深交。
- 亞倫·穆尼奧斯 飾演 芭芭拉·霍蘭的父親。
- 喬·戴維森 飾演 霍金斯實驗室技術員
- 普魯特·泰勒·文斯（英语：Pruitt Taylor Vince） 飾演 雷·卡羅（Ray Carroll）：霍金斯實驗室的前技術員，曾在布倫納麾下工作，協助他將11號生母泰莉實施電擊療法，如今離職並養有兩個女兒，並對自己的所為感到懊悔。
- 威爾·切斯 飾演 尼爾·哈格夫（Neil Hargrove）：比利的生父，麥克絲的繼父[21]，極為自私、生性暴力的家暴犯。而每次僅針對比利一人進行虐待，造就比利的暴力心理與反社會人格。而當比利一年後去世，他最終背棄蘇珊和麥克絲母女而離家出走。

### 第三季
- 約翰·伏特加 飾演 斯捷潘諾夫大將（Gen. Stepanov）：一名KGB將領，身為阿列克謝與格里戈裡的最高長官，負責監督蘇聯的顛倒世界接觸的實驗。
- 亞森·佩揚科夫 飾演 與阿列克謝搭檔的蘇聯科學家。
- 格奧爾吉·卡薩耶夫 飾演 蘇聯通訊官。
- 卡洛琳·阿拉波盧 飾演 薇妮·克萊恩（Winnie Kline）：克萊恩鎮長之妻。
- 艾麗莎·布魯克 飾演 坎蒂絲（Candice）：克萊恩鎮長的秘書。
- 霍莉·莫里斯 飾演 珍妮特·霍羅威（Janet Holloway）：海瑟的母親，湯姆的妻子，陪同丈夫和女兒共同淪為奪心魔的僕人。
- 仙朵·D·克里斯多福 飾演 霍斯金紀念醫院的前台服務員。
- 米夏·庫茲涅佐夫 飾演 奧瑟羅夫司令官（Col. Ozerov）：一名殘忍的蘇聯司令官，監管著星城購物中心地下實驗室，曾刑求過私闖進實驗室的史蒂夫和蘿蘋。
- 亞瑟·達爾比尼揚 飾演 扎爾科夫（Zharkov）：奧瑟羅夫麾下的蘇聯科學家，擅長各種藥物刑求手段。
- 貝絲·雷斯格雷夫（英语：Beth Riesgraf） 飾演 比利的生母，曾是比利唯一的依靠，直到忍受不了家庭暴力而拋夫棄子出走。

### 第四季
- 格芮絲·范狄恩 飾演 克莉希·康寧漢（Chrissy Cunningham）：霍金斯高中的啦啦隊隊長，在學校備受歡迎，正在與籃球隊員傑森交往[22]。出生於富裕家庭，導致她被父母過度要求及約束，造成她內心飽受煎熬導致进食障碍。心裡陰影導致她不幸成為威可那下手的第一目標，剛跟艾迪結成友誼，就在他的目視下遭威可那殘忍殺害。
- 艾米貝絲·麥克納蒂 飾演 薇琪（Vickie）：霍斯金高中的樂團書呆子，是蘿蘋的暗戀對象[23]。
- 蕾吉娜·丁·陳 飾演 凱莉女士（Ms. Kelly）：霍金斯高中的學校輔導員（英语：School counselor），對待學生總是一臉微笑，曾連續面會克莉希、弗雷與麥克絲，並記錄下她們的種種精神症狀。
- 羅根·雷利·布魯納 飾演 弗雷·班森（Fred Benson）：霍斯金高中報刊的一份子，為人總是畏畏縮縮，不情願地陪南西共同調查克莉希的命案。私底下曾間接或直接造成過一場車禍發生，為他留下左臉頰傷疤以及巨大心裡陰影，造成他成為威可那的第二目標，被其引至路中央後被殘忍殺害。
- 艾洛蒂·格芮絲·奧金 飾演 安潔拉（Angela）：加州萊諾拉山高中的校花，出生於高等環境，在學校備受歡迎，行事也為所欲為。在學校常結夥霸凌11號，導致她被班主任帶去訓話。不甘心的她在溜冰場群聚過程中帶頭針對11號進行輪番欺凌，出口狂言、毫無悔意之下遭憤怒的11號拿旱冰鞋重創臉部至腦震蕩。
- 羅伯特·英格蘭 飾演 維克多·克里爾（Victor Creel）：霍斯金鎮的前富翁，1950年代時被認為屠殺妻小而警察逮捕，曾宣稱「惡魔入侵自家」而被認定精神錯亂入住精神病院。期間曾以自戳雙目的形式自盡卻未成功，從而嚴重毀容之下進入永無止境的牢獄生活。直到1986年時受調查威可那事件的南西和蘿蘋前來探訪，將自己的親眼所見告訴她們。
  - 凱文·L·強森 飾演 年輕的維克多·克里爾

- 泰納·魯辛 飾演 弗吉妮亞·克里爾（Virginia Creel）：維克多·克里爾之妻，曾經無意間發現騷擾她們家的不明力量源於兒子亨利，因此在晚餐時被亨利殘忍殺害滅口，並嫁禍給維克多。
- 莉薇·畢奇 飾演 艾莉斯·克里爾（Alice Creel）：維克多·克里爾之女，與哥哥亨利不同，沒有任何能力或邪念，在母親被害不久後同樣被殺。
- 艾拉·阿米克斯 飾演 哈蒙（Harmon）：歐文斯麾下的保鏢，原是負責看管加州的強納森、威爾和麥克，然而在家中被蘇利文中校的軍隊攻陷時，為了保護三人而身中一槍，陪他們逃亡期間失血過多致死。
- 肯瑞克·克羅斯 飾演 華萊士（Wallace）：歐文斯麾下的保鏢，隨同搭檔哈蒙一起看管強納森、威爾和麥克，在軍隊攻陷屋子時因前去應門而中槍被俘，隨後遭到蘇利文中校刑求逼供出妮娜計劃的所在地。
- 奧黛莉·霍康布 飾演 伊登·賓厄姆（Eden Bingham）：蘇西的姐姐，哥特風的少女，不情願地在家中照顧弟弟妹妹，無聊生活直到強納森一行人前來拜訪，乃至與阿蓋相戀。
- 艾德·阿馬圖多 飾演 海奇院長（Director Hatch）：賓赫斯特精神病院的資深主管，醫學界的知名人士，經手的病人包括維克多·克里爾。

## 外部連結
- 互联网电影数据库（IMDb）上《怪奇物語角色列表》的资料（英文）

Template:NavboxV2